# Alexia Richard
Alexia Richard (La Teste-de-Buch, 3 de abril de 1996) es una jugadora de voleibol de playa y exjugadora de voleibol de salón francesa.

## Carrera
Con un máster en comunicación y marketing, era una aficionada al deporte en general y empezó a jugar al fútbol, luego al tenis, antes de dedicarse al voleibol, y al incorporarse al Pôle Espoir de Boulouris, progresó hasta la posición de central y luego emigró en definitivo para el voleibol de playa. En 2013 debutó en la cita zonal europea junto a Lou van Noort, al año siguiente formó pareja con Manon Rebuffel y finalizó tercera en el circuito francés en la etapa de Île de Ré y subcampeona en la etapa de Le Touquet, y compitió en el Mundial Sub-19 de Oporto 2014 junto a Lézana Placette y, ese mismo año, estuvo con Margaux Carrère en el circuito WEVZA.
Con Lézana Placette obtuvo el tercer puesto en la etapa de Orleans y el subcampeonato en la etapa de Saint-Quay-Portrieux del circuito francés en 2015, y también finalizaron en sexto lugar en el Campeonato de Europa U20 de Lárnaca;  en la siguiente ronda, formó pareja con Placette en el Mundial Sub-21 de 2016 en Lucerna y compitieron en el Campeonato Mundial Universitario de Voleibol de Playa 2016 en Pärnu y fueron semifinalistas en el Campeonato de Europa Sub-22 en Salónica.
Todavía en 2017, formó pareja con Margaux Carrère en el debut del circuito mundial en el torneo de una estrella de Mónaco. En 2018 retomó la dupla con Lézana Placette y luego con Alexandra Jupiter, compitieron en el circuito mundial en el torneo cinco estrellas de Fort Lauderdale, terminó la temporada con Placette y en 2019 comenzaron juntas y terminaron en noveno lugar en el Campeonato de Europa de Voleibol de Playa en Moscú.  En la temporada 2020 permaneció junto a Placette, compitiendo en el Campeonato de Europa en Jūrmala, en 2021 comenzaron juntas y ganaron el título en la etapa de Arleés en el circuito francés, y terminaron con el subcampeonato en el Continental. Copa de Madrid y noveno en la Copa Continental (Final), también disputó el Campeonato de Europa de 2021 en Viena;  estuvieron juntas en el viaje de 2022, terminando subcampeonas en el circuito francés en Saint-Laurent-du-Var, quinto lugar en el Espinho Challenge y compitiendo en el Campeonato del Mundo en Roma y también en el Campeonato de Europa en Múnich, fueron semifinalistas en el evento Elite 16 en Ciudad del Cabo.
En 2023, con Lézana Placette, finalizó quinta en las etapas Challenge de La Paz (Baja California Sur) y Espinho, compitió en el Campeonato de Europa en Viena y se clasificó para competir en el Campeonato Mundial en Tlaxcala de Xicohténcatl, Apizaco y Huamantla.